# Censo chileno de 1970
El XIV Censo Nacional de Población y III de Vivienda fue realizado el día 22 de abril de 1970, fue enfocado mayormente al trabajo, su calidad y cantidad. Se realizó bajo la administración político-administrativa previa a la regionalización, por lo cual los involucrados en la organización de este proyecto de conteo total de población y viviendas estuvo en manos del ODEPLAN (Oficina de Planificación Nacional).

## Resultados generales
| Población total | 8 884 768 | 100   |
| Total Hombres   | 4 343 512 | 48,88 |
| Total Mujeres   | 4 541 256 | 51,12 |
| Total Urbana    | 6 675 137 | 75,13 |
| Total Rural     | 2 209 631 | 24,87 |

| Católicos    | 7 186 413 | 80,88 |
| Protestantes | 553 040   | 6,22  |
| Judíos       | 16 359    | 0,18  |
| Ortodoxos    | 3889      | 0,04  |
| Musulmanes   | 1431      | 0,01  |
| Budistas     | 1411      | 0,01  |
| Otra         | 16 569    | 0,18  |
| Sin Religión | 174 130   | 1,95  |
| No Responde  | 931 526   | 10,48 |

## Fuente
- Censo de 1970- INE

- Datos: Q5760506